# Пархоменко, Сергей (молдавский футболист)
Сергей Пархоменко (рум. Serghei Parhomenco; 5 августа 1973) — советский и молдавский футболист, полузащитник. Выступал за сборную Молдавии.

## Биография
Воспитанник кишинёвской РОШИСП. В 1989 году включался в заявку клуба второй лиги СССР «Колос» (Никополь), но не выходил на поле. В мае 1991 года дебютировал во взрослом футболе в составе кишинёвского «Зимбру», игравшего в первой лиге СССР. Всего до распада СССР провёл 6 матчей (1 гол) в первой лиге и одну игру в Кубке страны.
В 1992 году дважды отлучался из «Зимбру» в винницкую «Ниву» — в феврале сыграл один матч в Кубке Украины, а осенью провёл 3 матча в первой лиге и 3 игры (1 гол) в Кубке страны. За время выступлений за кишинёвский клуб стал трёхкратным победителем чемпионата Молдавии (1992, 1992/93, 1993/94). Летом 1994 года перешёл в «Тилигул» (Тирасполь) и выступал за него в течение пяти сезонов, сыграв более 100 матчей. В составе «Тилигула» — неоднократный серебряный (1994/95, 1995/96, 1997/98) и бронзовый (1996/97, 1998/99) призёр чемпионата страны, обладатель (1994/95) и финалист (1995/96) Кубка Молдавии, участник игр еврокубков. С 2000 года выступал за «Хэппи Энд» (Каменка), с которым поднялся из дивизии «А» в высший дивизион.
Всего в высшем дивизионе Молдавии сыграл 188 матчей и забил 10 голов.
Выступал за юношескую сборную СССР (до 17 лет), сыграл 10 матчей. Финалист турнира «Золотой колос» (Венгрия) и победитель турнира в Капфенберге (Австрия) в 1989 году. В 1990 году провёл 4 матча на «Мемориале Гранаткина» и одну игру в отборочном турнире чемпионата Европы. За молодёжную сборную Молдавии сыграл 7 матчей.
2 июля 1991 года принял участие в первом официальном матче сборной Молдавии против Грузии (2:4), отыграв первый тайм. Позднее сыграл ещё три товарищеских матча за сборную — два в 1996 году и один в 1998 году.